# Bogdana Karadotsjeva
Bogdana Karadotsjeva (Bulgaars: Богдана Карадочева) (Sofia, 19 juli 1949) is een Bulgaars zangeres.

## Carrière
Karadotsjeva is sinds haar veertiende actief in de muziekwereld en kreeg vooral van haar moeder de aanmoediging om zich tot operazang te wenden. In 1965 werd ze soliste bij “Studio 5”. In 1967 trad ze voor het eerst op in Sotsji, waarmee ze internationale bekendheid verkreeg. In 1969 ontving Karadotsjeva een prijs op het Gouden Orpheus-festival (Bulgaars: Златния Орфей) te Slantsjev Brjag.
 In 1998 ontving Karadotsjeva de prijs "de meest Bulgaarse zanger" en werd ze geëerd door de “Vereniging voor Bulgaarse Spiritualiteit” (Bulgaars: Сдружение за българска духовност) voor haar bijdrage aan de Bulgaarse kunst en cultuursector.

## Discografie

### Studio-albums[5]
| Jaar | Album                                                 | Label         |
| ---- | ----------------------------------------------------- | ------------- |
| 1972 | „Богдана“ „Bogdana“                                   | Balkanton     |
| 1976 | „Богдана Карадочева“ „Bogdana Karadocheva“            | Balkanton     |
| 1978 | „Любов“ „Lyubov“                                      | Balkanton     |
| 1980 | „Богдана“ „Bogdana“                                   | Balkanton     |
| 1982 | „Безнадежден случай“ „Beznadezhden sluchai“           | Balkanton     |
| 1984 | „Бермудски триъгълник“ „Bermudski triagalnik“         | Balkanton     |
| 1986 | „Богдана“ „Bogdana“                                   | Balkanton     |
| 1988 | „Само за жени“ „Samo za zheni“                        | Balkanton     |
| 1994 | „Чифт обувки“ „Chift obukvi“                          | Stars records |
| 2001 | „Самотен ловец е сърцето“ „Samoten lovets e sartseto“ | Stefkos Music |

### Compilaties
| Jaar | Album                                           | Label         |
| ---- | ----------------------------------------------- | ------------- |
| 1992 | „Богдана. Най-хубавото“ „Bogdana. Nay-hubavoto“ | Mega Muzika   |
| 1996 | „Моите песни“ „Moite pesni“                     | Mega Muzika   |
| 2006 | „Златна колекция“ „Zlatna kolektsiya“           | Stars records |

- Gemeinsame Normdatei: 142632120
- International Standard Name Identifier: 0000 0000 9793 7713
- Nationale Bibliotheek van Tsjechië: jx20120917004
- Virtual International Authority File: 145024342
- WorldCat: E39PBJvhvD3kGBTcx8tvTk7vHC